# 五十嵐貴之
五十嵐 貴之（いからし たかゆき、1975年2月6日 - ）は、コンピューター関連書籍の著者、WEBエンジニア。Vectorから20万回以上ダウンロードされている「かんたん画像サイズ変更」などのフリーソフトの開発者。
また、翔泳社のWEBマガジン「CodeZine」への寄稿もおこなっている。
新潟県越路町（現長岡市）出身。

## 経歴
1975年（昭和50年）2月6日に新潟県越路町（現長岡市）で生まれた。1999年（平成11年）、東京情報大学経営情報学部情報学科を卒業した。
平成14年(2002年)4月、ソフトウェア配信サイト「IKACHI」を開設した。また、このころから個人事業主となるまでの18年間、証券会社にシステム管理者として3年勤務した他、会計システム、在庫管理システム、購買管理システム、自動車登録代書システムを主としたパッケージソフトウェアの開発などに携わった。
2019年（令和元年）、東京情報大学校友会信越ブロック支部長に就任。2020年（令和2年）10月、個人事業主として開業し、2021年（令和3年）12月に合同会社ＩＫＡＣＨＩ（ゴウドウガイシャイカチ）を設立した。

## 著書
- 『これならわかるSQL入門の入門』（翔泳社、2007年10月23日）ISBN 978-4798114774
- 『Windows自動処理のためのWSHプログラミングガイド』（ソシム、2009年6月1日）ISBN 978-4883376582
- 『いちばんやさしいデータベースの本』（技術評論社、2010年7月3日）ISBN 978-4774143125
- 『SQLiteポケットリファレンス』（技術評論社、2010年10月22日）ISBN 978-4774143941
- 『サンプルで覚えるMySQL』（ソシム、2011年4月1日）ISBN 978-4883377480
- 『はじめてのAndroidプログラミング入門［決定版］』（秀和システム、2011年7月8日）ISBN 978-4798030241
- 『見て学ぶ! iPad mini 超入門ガイド』（FOM出版、2013年3月15日）ISBN 978-4865100044
- 『動くサンプルで学べる Windows PowerShell コマンド&スクリプティングガイド PowerShell 4.0対応』（ソシム、2015年3月13日）ISBN 978-4883379743
- 『はじめての[最新]Androidプログラミング (BASIC MASTER SERIES)』（秀和システム、2016年12月22日）ISBN 978-4798048116
- 『Windows自動処理のための WSHプログラミングガイド 増補改訂版』（ソシム、2017年5月2日）ISBN 978-4802611022
- 『新人エンジニアのための データベースのしくみと運用がわかる本』（技術評論社、2018年2月16日）ISBN 978-4774195711
- 『あなたのワークシートがインターネットにつながる Excel VBAでクローリング&スクレイピング』（ソシム、2018年11月6日）ISBN 978-4802611596
- 『SQL Server Transact-SQLプログラミング 実践開発ガイド』（技術評論社、2019年10月9日）ISBN 978-4297108359
- 『コマンドプロンプト、PowerShellそしてWSLまで　Windowsコマンド環境のすべて』（ソシム、2021年4月5日）ISBN 978-4802613095
- 『図解！ AWSのツボとコツがゼッタイにわかる本』（秀和システム、2021年12月18日）ISBN 978-4798065342

## 共著
- 『基本から活用まで! Facebookが楽しくなる本』（宝島社、2013年6月13日）
- 『データベース養成読本』（技術評論社、2013年6月22日）
- 『残業しらずのExcel術 関数&VBAでビジネスを加速』（日経ＢＰ社、2015年12月24日）
- 『図解即戦力 仮想化＆コンテナがこれ1冊でしっかりわかる教科書』（技術評論社、2020年11月20日）
- 『図解！ SQLのツボとコツがゼッタイにわかる本』（秀和システム、2021年7月31日）
- 『C#のプログラミングのツボとコツがゼッタイにわかる本』（秀和システム、2022年11月18日）
- 『Google Apps Script クローリング&スクレイピングのツボとコツがゼッタイにわかる本』（秀和システム、2023年6月17日）